# كالوني
كالوني (Καλλονή) هي مدينة في ليسفوس في اليونان.
يبلغ عدد سكانها حوالي 1728 نسمة.